# Cerianthus vas
Cerianthus vas is een Cerianthariasoort uit de familie van de Cerianthidae. De wetenschappelijke naam van de soort is voor het eerst geldig gepubliceerd in 1893 door McMurrich.